# Exequiel Palacios
Exequiel Alejandro Palacios (španělská výslovnost: [ekseˈkjel paˈla.sjos]; * 5. října 1998, Famaillá, Tucumán) je argentinský profesionální fotbalista, který hraje jako střední záložník za Bayer 04 Leverkusen a argentinský národní tým. Byl členem argentinského týmu, který vyhrál v roce 2021 Copu América a Mistrovství světa ve fotbale 2022.